# Žarko Petrović
Žarko Petrović (Novi Sad, 27 ottobre 1964 – Novi Sad, 2 aprile 2007) è stato un pallavolista e dirigente sportivo serbo.